# Ауланко (замок)
Ауланко (фин. Aulangonlinna — средневековый замок, расположенный в провинции Канта-Хяме, в черте города Хямеэнлинна, Финляндия. Современное сооружение возведено в XIX веке и весьма условно соответствует изначальной крепости.

## Расположение
Замок находится к северу от центра города Хямеэнлинна на территории обширного паркового комплекса Ауланко, на горе Аулангонвуори. Сооружение находится в долине Ванаявеси.

## История

### Ранний период
Укрепления в данном месте имелись с древнейших времён. По соседству в ходе археологических изысканий обнаружены следы жилищ эпохи железного века и кладбище со следами кремации, относящееся к той же эпохе.
Место для строительства укреплений (или городища), в котором местные жители в случае вражеских вторжений было укрыться, было очень улобным. С трёх сторон у горы достаточно крутые склоны, что существенно облегчало защиту. Время создания первых фортификационных сооружений установить трудно. Но явно им более тысячи лет.
Ранний замок был возведён на самой высокой точке хребта Аулангонвуори. Отсюда можно было вести наблюдение за окрестными территориями и заранее видеть приближение врагов. Главные укрепления требовалось построить с пологой стороны горы, откуда и можно было ожидать нападения. Точный внешний вид ранней крепости неизвестен. Остались лишь остатки каменно-земляных валов и фундаментов. Общий диаметр внутреннего пространства составлял около ста метров.

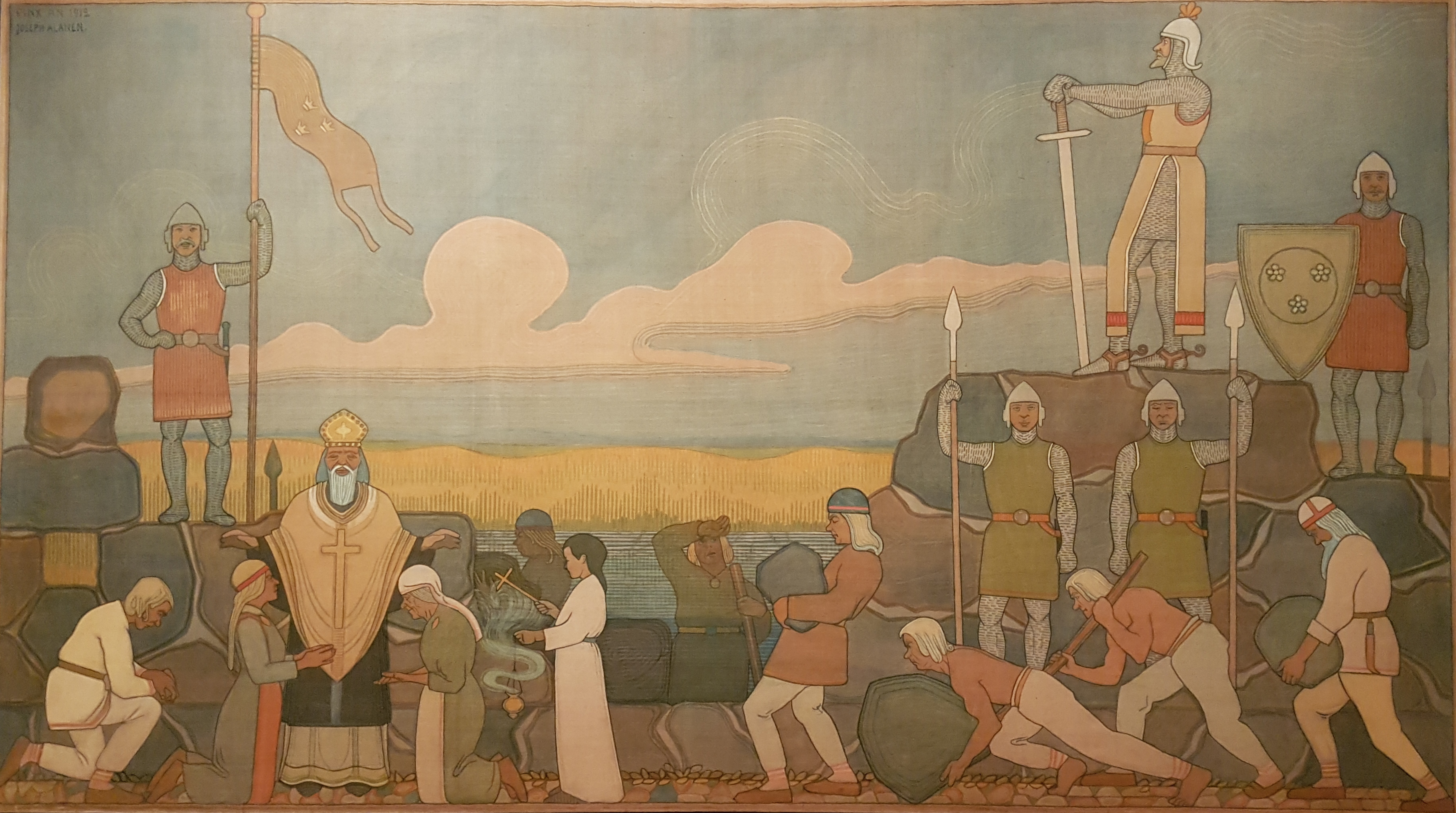
Строительство замка Тавастегус в ходе Второго шведского крестового похода

Крепость была разрушена во второй половине XIII века, когда происходило завоевание территории Финляндии рыцарями Шведского королевства. В истории эти события обычно именуют Второй шведский крестовый поход. Завоеватели хотели контролировать торговые пути, поэтому решили строить свой замок, названный Тавастегус, южнее, чтобы надёжнее контролировать водную систему Ванаярвеси. При этом на шведских картах было указано место расположения древней финской крепости, что впоследствии очень пригодилось исследователям.

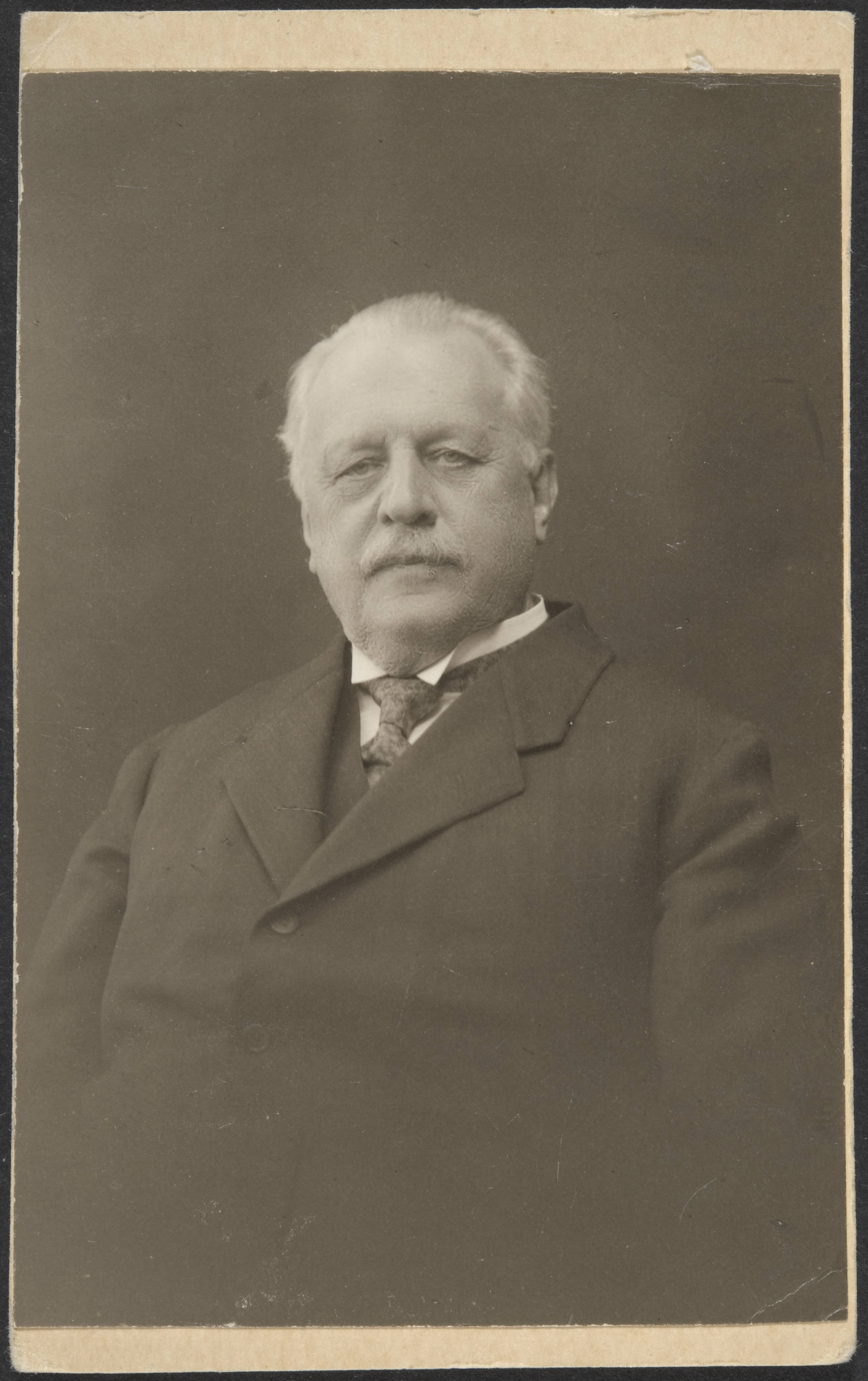
Полковник Стандертшельд, Хуго, инициатор восстановления замка

### Восстановление замка
Идея восстановления старинной крепости принадлежит полковнику Хуго Стандертшельду, который владел близлежащим поместьем. Он превратил гору Аулангонвуори и окрестности в большую парковую зону, где жители города Хямеэнлинна могли погулять и отдохнуть.
Работы начались в 1887 году. Из гранитных блоков возвели стены, а также несколько квадратных и круглых башен с зубчатыми навершиями. Поэтому иногда сооружение называют «Гранитной крепостью». Строители стремились не к возведению аутентичной старинной крепости, а к созданию памятника древним финским племенам, которые в непростом климате основывали первые городища и фортификационные сооружения. Таким образом, Ауланко скорее арт-объект, чем отреставрированное сооружение.
После строительства неподалёку смотровой башни гора Аулангонвуори стала популярным местом проведения экскурсий и праздников. В начале 1950-х годов в гранитной крепости провели ремонт.
Ежегодно парк посещают до четырёхсот тысяч человек. В летнее время около смотровой башни работает кафе.

## Археологические исследования
Данная территория неоднократно изучалась во время археологических изысканий. Первые исследования (без раскопок) проводились ещё в 1886 году. Иим руководил Отто Хьялмар Аппельгрен-Кивало. Ещё через год местность изучал Аксель Олай Гейкель. В 1921 году раскопки проходила экспедиция Юлиуса Айлио, а в 1935-м – Йуко Войонмаа. В 1949 и 1950 годах он снова работал на горе Аулангонвуори. В 1951-м здесь вели раскопки под руководством Йорма Леппяхо, а в 1984 – Яри Саукконена. Ещё три экспедиции трудились на горе в период с 1998 по 2000 год. Их контролировали Туула Хейккуринен-Монтелл, Сиркка-Лииза Сеппяля и Нина Страндберг.

## Галерея

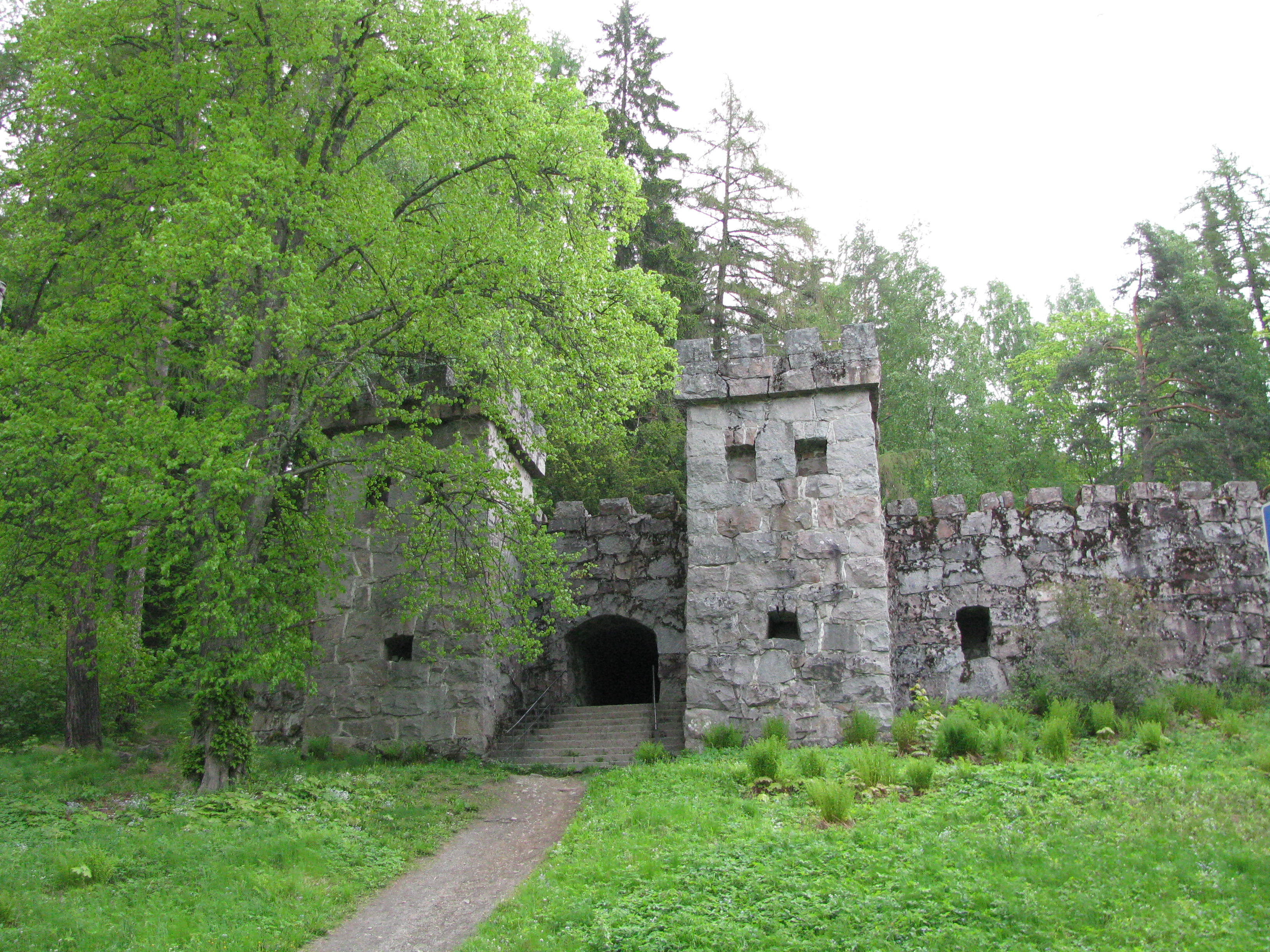
Ворота замка
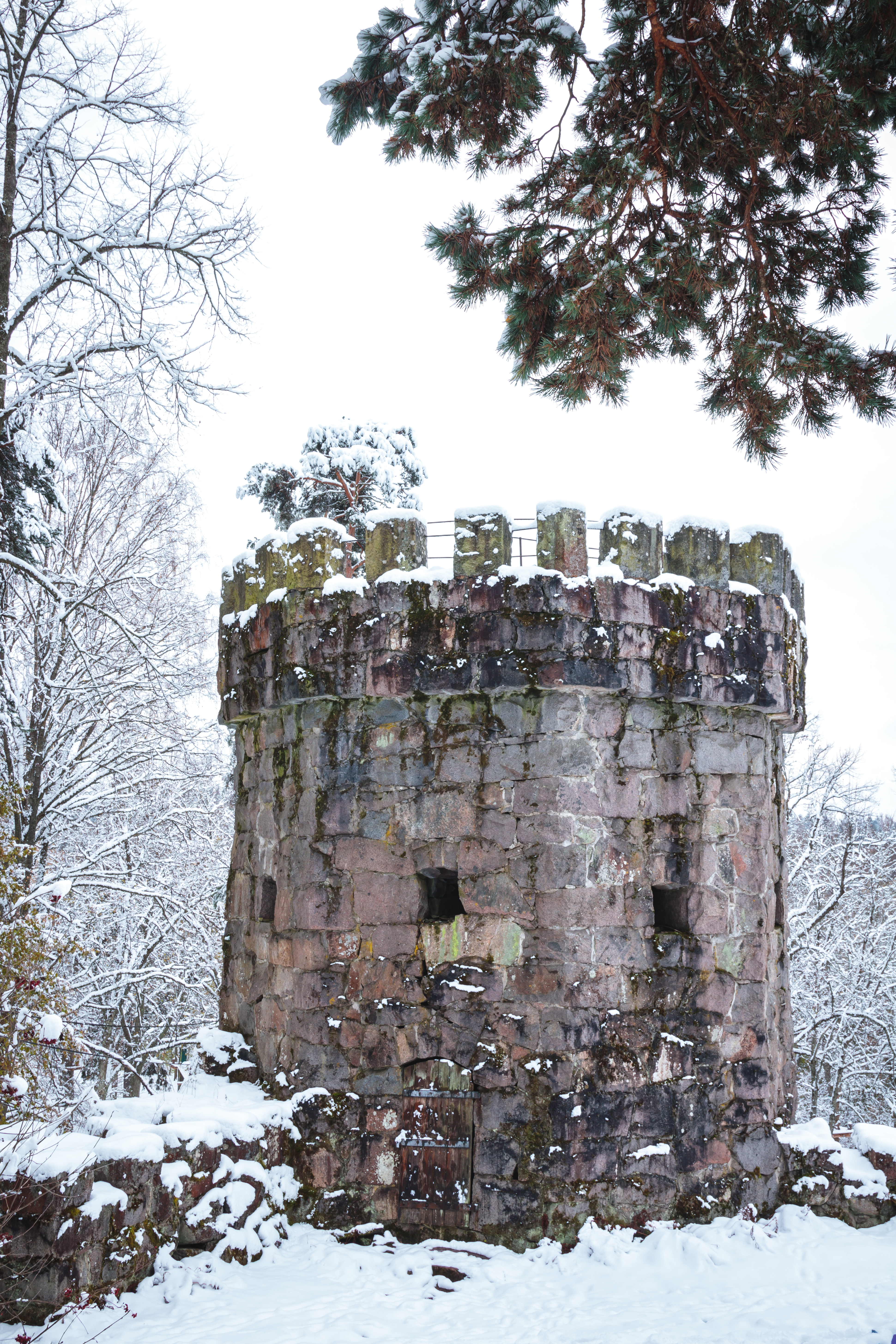
Круглая башня зимой
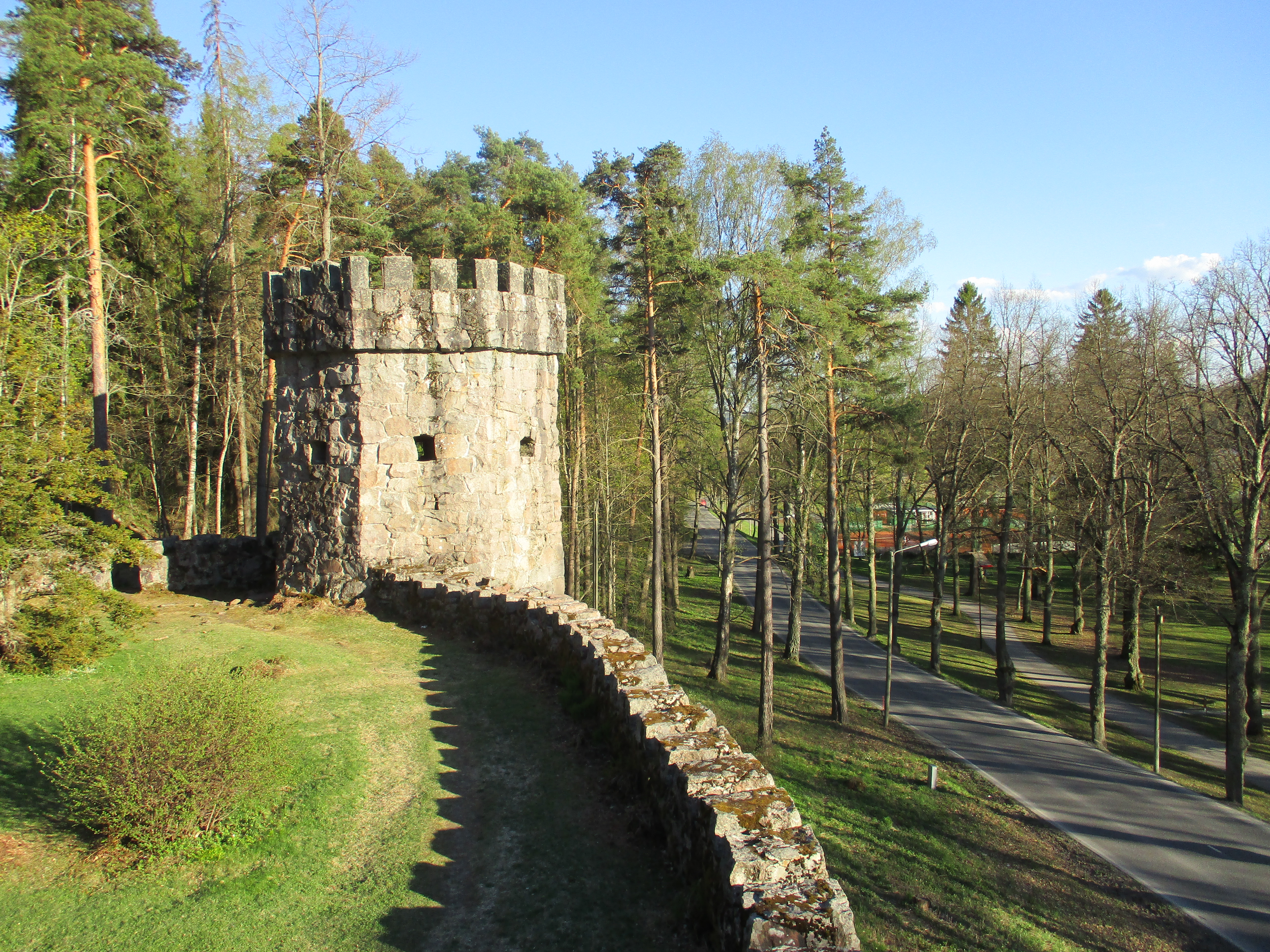
Внутри замка
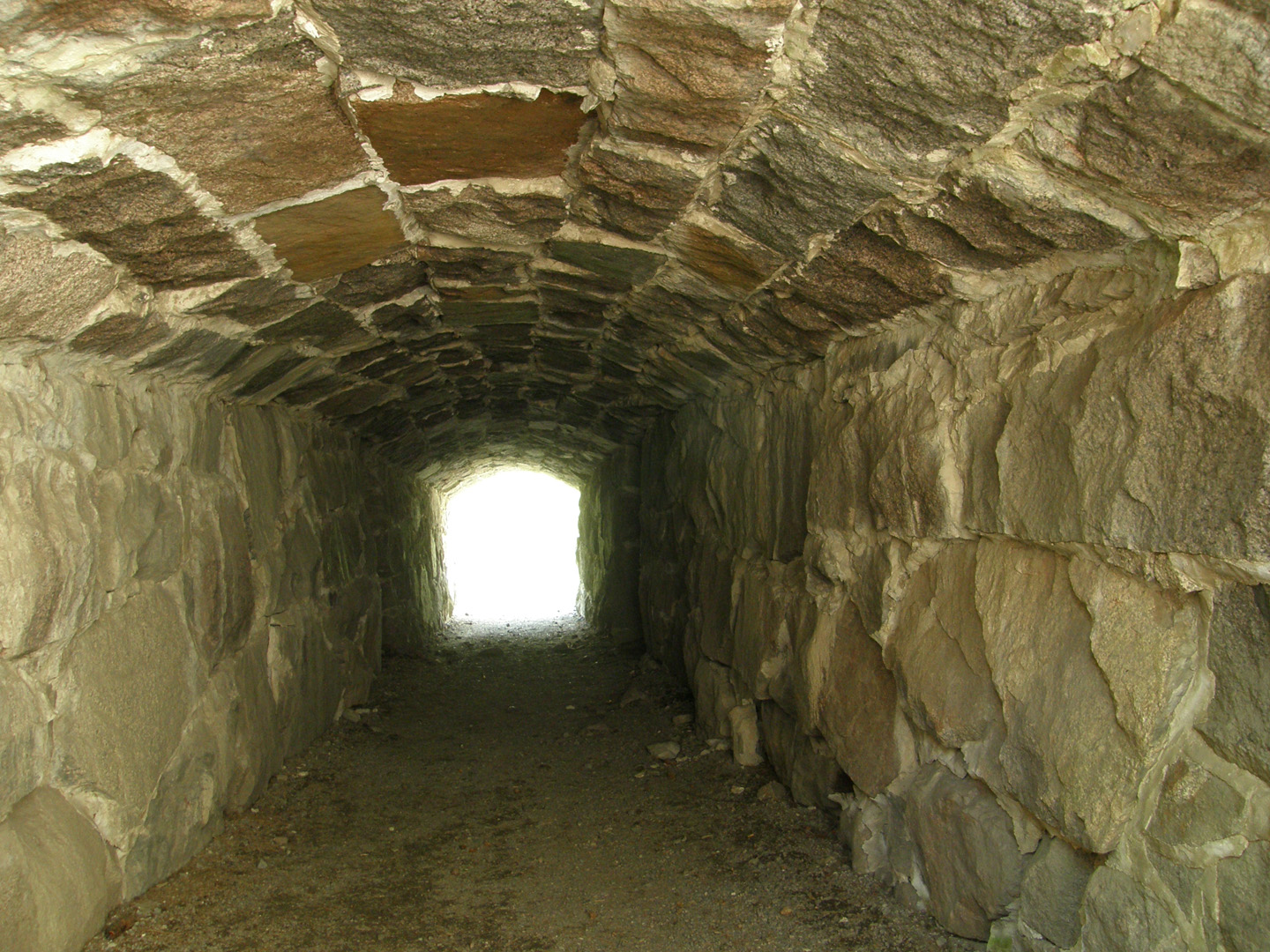
Одна из бойниц замка
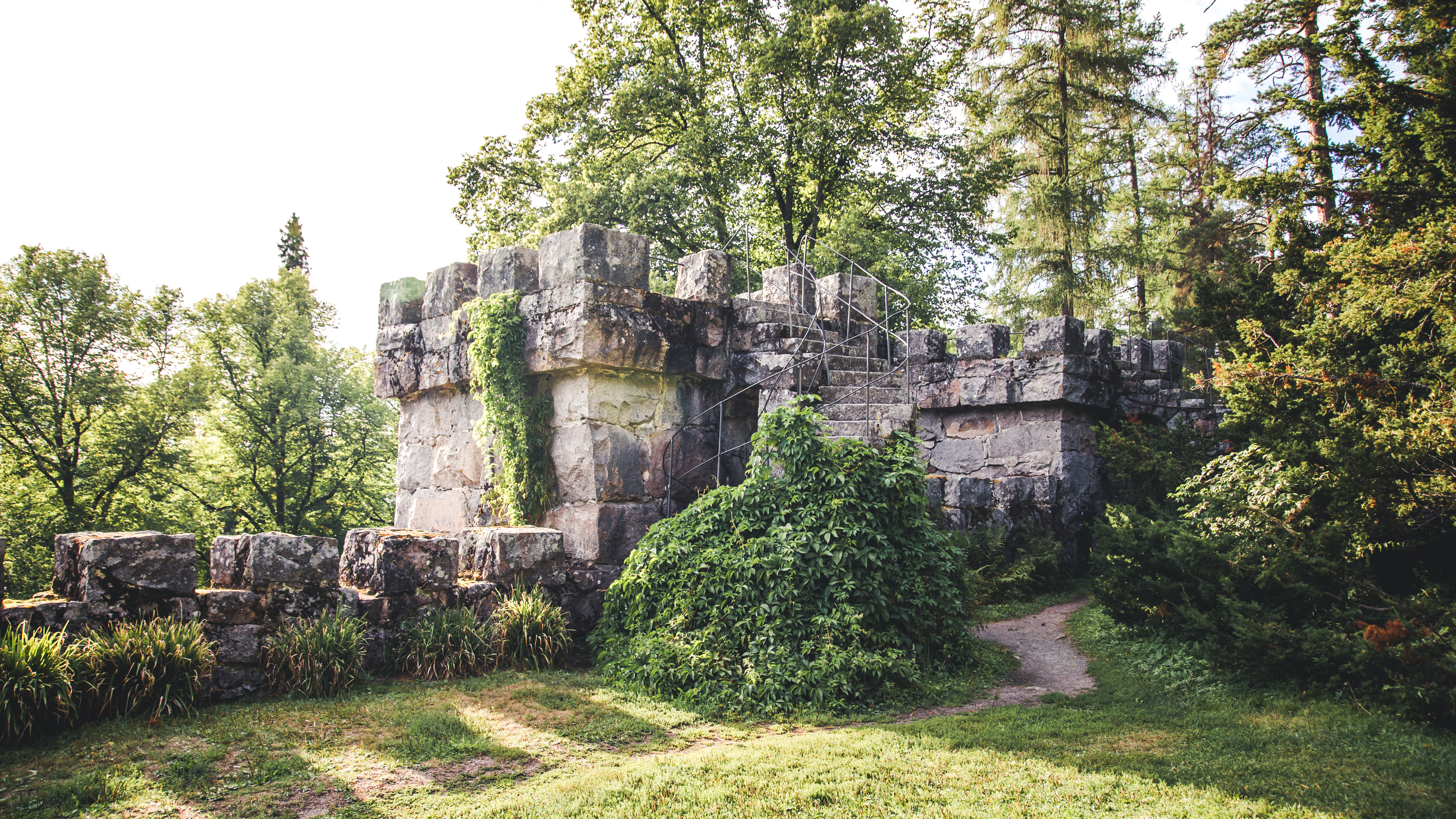
Вид башен у ворот изнутри замка